# 10325 Бекса
10325 Бекса (10325 Bexa) — астероїд головного поясу, відкритий 18 листопада 1990 року.
Тіссеранів параметр щодо Юпітера — 3,524.